# 西莫内·帕丰迪
西莫内·帕丰迪（義大利語：Simone Pafundi；2006年3月14日—）是一名意大利职业足球运动员，司职前锋，现效力於意甲俱乐部乌迪内斯。他也代表意大利國家足球隊參賽。

## 职业生涯
2022年5月22日，帕丰迪在乌迪内斯4-0客场大胜萨勒尼塔纳的比赛中完成了他的意甲首秀。第68分钟，他被罗伯托·佩雷拉替换上场，成为2006年出生的第一位在意大利顶级联赛出场的球员。
此外，帕丰迪在2022年5月亦被国家队教练罗伯托·曼奇尼征召至意大利国家队。2022年11月16日，他在对阵阿尔巴尼亚的比赛中首次代表成年国家队出场。

## 比赛风格
帕丰迪是一名矮小的左脚前锋，主要因为他的控球能力、视野和速度而受到关注，这使他在进攻三区经常成为威胁，无论是作为助攻还是作为终结者。他被比作前乌迪内斯队长兼前锋安东尼奥·迪纳塔莱。 

## 个人生活
帕丰迪有一个哥哥安德烈亚（生于2004年），他也是一名足球运动员，他们一同效力于在乌迪内斯的青年队。